# Hrútafjörður
Hrútafjörður (in lingua islandese: Fiordo degli arieti) è un fiordo situato nella parte orientale della regione dei Vestfirðir, i fiordi occidentali dell'Islanda.

## Descrizione
Il Hrútafjörður è un fiordo che si apre nella baia di Húnaflói, nella parte orientale dei Vestfirðir. Il fiordo è largo dai 6 ai 7 km e penetra per 36 km nell'entroterra, il che lo rende uno dei fiordi più lunghi dell'Islanda. Ha una profondità media di 40 m. Poco a nord si trova il fiordo Bitrufjörður mentre la penisola di Heggstaðanes separa l'Hrútafjörður dal Miðfjörður, un piccolo fiordo a est che sbocca nella baia di Húnaflói.
Ci sono diverse isole e scogli in questo fiordo, tra cui l'isola Hrútey (isola degli arieti). Proprio la presenza degli scogli faceva considerare il fiordo una rotta pericolosa per le navi mercantili.
Il fiume Hrútafjarðará (fiume del fiordo degli arieti)) sfocia nell'estremità meridionale del fiordo.
Dal punto di vista amministrativo, l'area attorno al fiordo fa parte del territorio comunale di Húnaþing vestra.

## Storia
Secondo il Landnámabók, lo storico libro degli insediamenti, la denominazione del fiordo fu assegnata dal colono Ingimundur gamli Þorsteinsson (Ingimundur Thorsteinsson il vecchio) quando, giunto in questo fiordo alla ricerca di una terra in cui insediarsi, vide due arieti sulla costa.

## Vie di comunicazione
La Hringvegur, la grande strada statale che contorna l'intera Islanda, corre lungo la parte sud-orientale del Hrútafjörður; la strada S68 Innstrandavegur, diramazione della S1, corre sulla sponda occidentale.